# Стивън Кейн
Стивън Кейн е доцент по астрономия и планетарна астрофизика в Калифорнийския университет, Ривърсайд, който е специализиран в екзопланетарните науки. Неговата работа обхваща широк спектър от методи за откриване на екзопланети, включително техники за микроелементиране, транзит, радиална скорост и техники за изобразяване. Той е водещ експерт по темата за планетарното обитаване и обитаемата зона на планетарните системи. Той е публикувал над 200 рецензирани научни трудове и е откривател / съоткривател на няколкостотин планети в орбита на други звезди. Той е знатен привърженик на науката за интердисциплинарност и изучава Венера като аналог на екзопланетата.

## Образование
Кейн завършва Университета Маквари с бакалавърска степен по физика през 1994 г. През 1995 г. Кейн получава степен на отличие Първи клас в същата институция за работата си, изучавайки галактически източник, който той определя като неизвестен дотогава остатък на свръхнова.  През 2000 г. Кейн получава своя докторска степен от Университета на Тасмания с теза, фокусираща се върху гравитационното микросензиране,  огъването на пространството чрез гравитация, което има различни приложения за астрофизика, включително откриване на екзопланети.

## Кариера
По време на дипломирането си Кейн има титлата научен сътрудник в Научния институт за космически телескопи през 1996 г. След като завършва, Кейн се присъединява към Университета в Сейнт Андрюс през 2001 г. като докторантура,  той си сътрудничи с екип от учени, които откриват най-студената и най-малка известна екзопланета (OGLE-2005-BLG-390Lb), потвърждавайки надеждите че наблюдението на обитаемите планети е в обсега на технологиите. Кейн и целият екип на SuperWASP (Супер Широк ъгъл за търсене на планети) по-късно беше удостоен с наградата за постижения на групата на Кралското астрономическо общество през 2010 г.  за откриването им на 18 екзопланети. През 2005 г. се завръща в Съединените щати, за да работи като докторант в Университета на Флорида , където открива някои от най-горещите известни екзопланети на онова време.  През 2008 г. Кейн става изследовател в Научния институт по екзопланети НАСА (NExScI) в Калифорнийския технологичен институт (Caltech), където фокусира своите изследвания върху обитаемостта на екзопланетите, изследването на свойствата и условията, благоприятни за живот. Докато в Caltech той и сътрудникът му Dawn Gelino създадоха Галерията за обитаеми зони . Уебсайт посветен на предоставянето на информация за екзопланети, както за учени, така и за широката общественост. Кейн се присъединява към държавния университет в Сан Франциско през 2013 г. и е повишен в доцент през 2016 г. През август 2016 г. Кейн и сътрудници пуснаха „Каталог на Kepler: кандидатите за обитаема зона за екзопланети“, идентифицирайки множество обитаеми планети, открити от мисията Kepler.  През 2017 г. Кейн премества своя изследователски екип в Калифорнийския университет, Ривърсайд, където се присъединява към тяхната инициатива за астробиология  финансирана от Института по астробиология на НАСА.

## Медийно внимание
- 2018 г. – Екзопланетите могат да ни помогнат да разберем как Венера се е превърнала в планетата на ада [12]
- 2018 г. – Венера може би някога е била обитаема. Сега тя може да ни каже дали и други светове могат да бъдат. [13]
- 2018 г. – Венера все още е ключова за намирането на живот извън нашата Слънчева система, археолозите спорят [14]
- 2017 г. – извънземните светове с размер на земята са там. Сега астрономите измислят как да открият живота върху тях [15]
- 2017 – Наближаващата слънчева система Wolf 1061 може да бъде ключът към разбирането на светове, подобни на Венера [16]
- 2016 г. – 20-те най-подобни на Земята екзопланети, които открихме [17]
- 2016 – Краят на Ендор: Как звездата на смъртта от „Междузвездни войни“ заличи евоците в края на краищата [18]
- 2016 г. – Най-ексцентричната планета, която някога е била известна, мига астрономите с отразена светлина [19]
- 2016 г. – Това е най-ексцентричната планета все още известна [20]
- 2015 – Любими светове от Междузвездни войни [21]
- 2015 г. – Новооткритата екзопланета обикаля около звезди [22]
- 2015 г. – скандалът със сексуалния тормоз със сексуалния тормоз на американския астроном Джейфри Марси [23]
- 2015 г. – Нова „Татуин“ Дискавъри Потвърждава Circumbinary планети не са само Научна фантастика [24]
- 2015 г. – Приказки от Superbowl of Astronomy [25]
- 2014 г. – Научен консултант за видеоиграта на Сид Майер Civilization [26][27]
- 2012 г. – Животът може да оцелее на ексцентричните планети (CBS, [28] НАСА [29])
- 2012 г. – Космическият телескоп намира 100 милиарда извънземни светове по Млечен път
- 2004 г. – Телевизионен сериал на BBC The Sky at Night, озаглавен Planet Quest [30]